# Professionista di notte
Professionista di notte è il 18° album in studio di Fred Bongusto, pubblicato nel 1978.

## Descrizione
Il brano Carissimo maestro di Padova è dedicato a Mario Tognati, pianista e professore di musica di Abano Terme, compositore del brano stesso. Il testo è di Luigi Albertelli. Fred Bongusto portò la canzone al Festivalbar 1978.

## Tracce

### Lato A
1. Carissimo maestro di Padova
2. Cazzarola
3. Professionista di notte
4. Week-end
5. Il mio cane
6. La canzone di Armando

### Lato B
1. Bruttisima, bellissima (You're My Everything)
2. Molise
3. Una mezza estate
4. Friddo
5. Prima il nulla, ora...
6. Stasera a Ischia